# Mausoleum der Familie Mertés

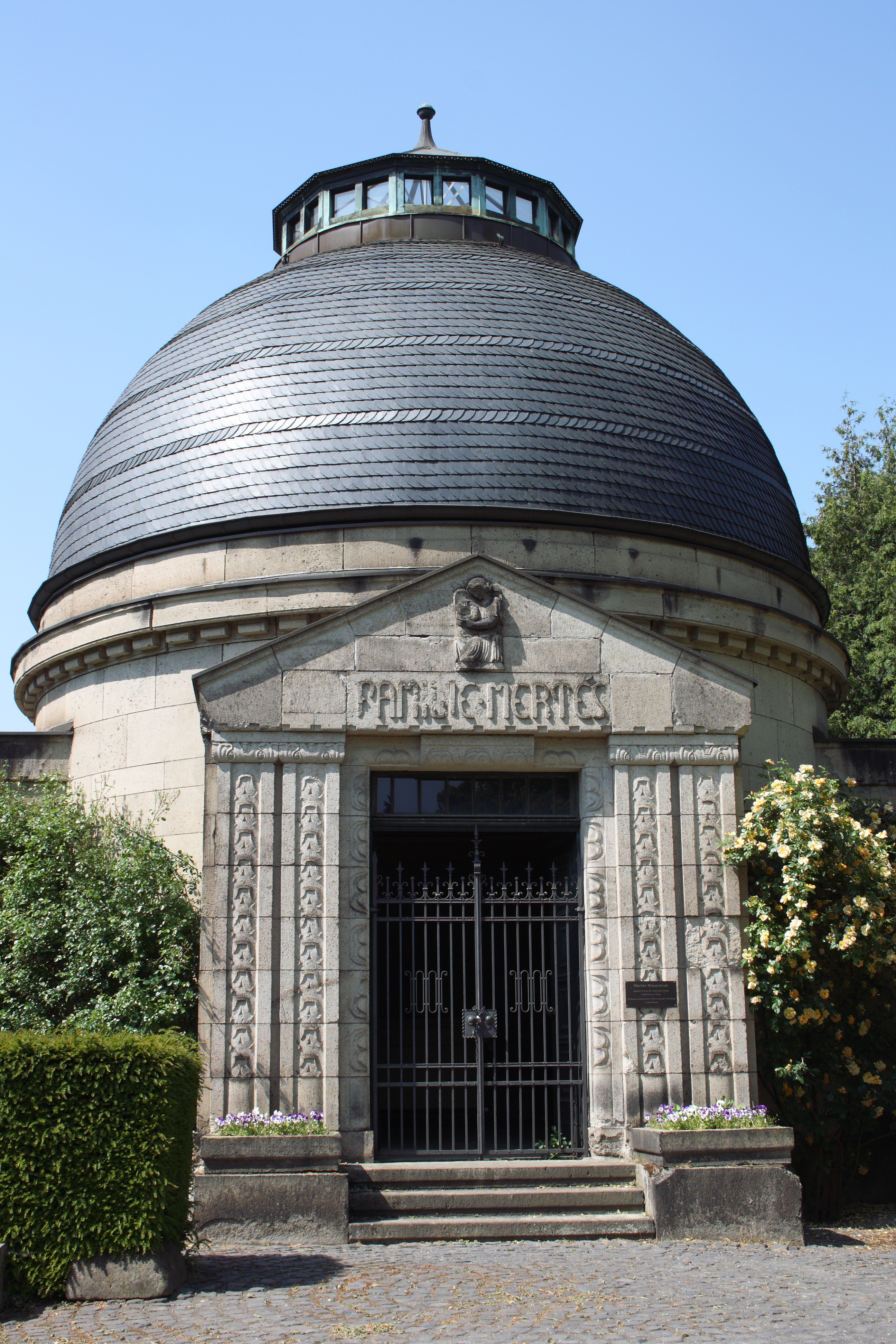
Mausoleum der Familie Mertés

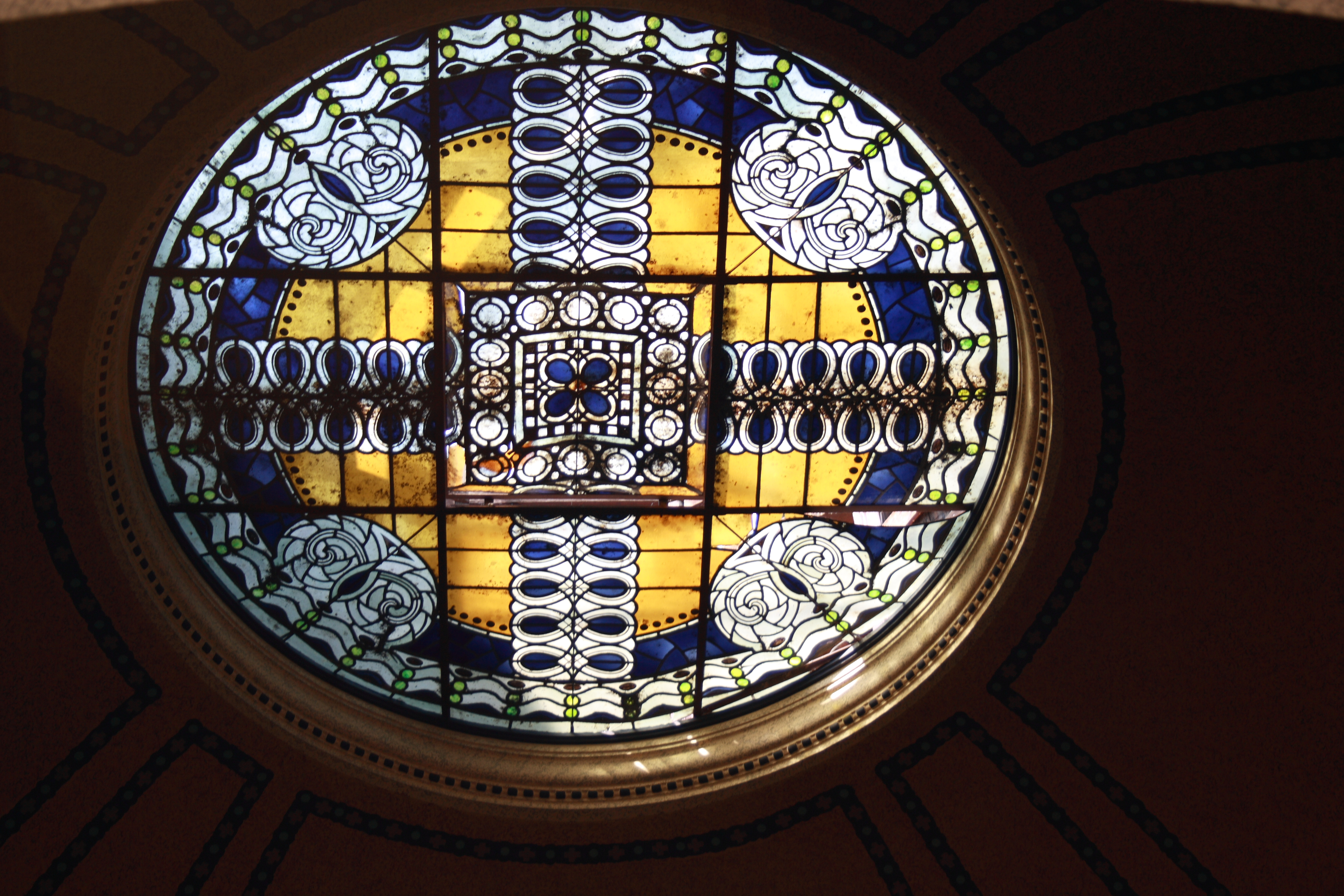
Glaskuppel des Mausoleums

Das Mausoleum der Familie Mertés ist ein Mausoleum in Bad Breisig, einer Kurstadt im Landkreis Ahrweiler in Rheinland-Pfalz, das sich auf dem ehemaligen Friedhof der Stadt an der Koblenzer Straße befindet. Das Mausoleum ist seit 1989 ein geschütztes Kulturdenkmal.

## Geschichte
1911/12 erbaute der Kölner Hutfabrikant Albert Mertés – er besaß zwei Hutläden in der Schildergasse in Köln – das Mausoleum auf dem alten Friedhof von Breisig, der bis 1966 existierte. Im Mausoleum wurde zunächst seine früh verstorbene Tochter Mimi Mertés bestattet. Albert Mertés, dem im Jahr 1921 das Ehrenbürgerrecht der Stadt Bad Breisig verliehen wurde, starb 1924 in Berlin. Die letzte Ruhestätte fanden im Mausoleum neben seiner Tochter Mimi, Albert Mertés, sein Sohn Albert Peter und sein Enkel Walter. Nach Albert Mertés ist eine Straße in Bad Breisig benannt.

## Architektur
Der Zentralbau mit Kuppel wurde 1911/12 nach Plänen des Architekten Oscar Schütz aus Köln erbaut. Das Mausoleum besitzt ein rundes Schieferdach mit einer Glaskuppel und ist vom Jugendstil inspiriert. Die Verkleidung der unteren Wandflächen und der Fußboden waren aus Marmor. Die vier Sarkophage der Bestatteten sind aus Tuffstein gehauen.